# Dasyophthalma rusina
Dasyophthalma rusina is een vlinder uit de familie Nymphalidae. De wetenschappelijke naam van de soort is voor het eerst geldig gepubliceerd in 1824 door Jean-Baptiste Godart.